# 대한민국 민법 제741조
대한민국 민법 제741조는 부당이득의 내용에 대한 민법 채권법 조문이다.

## 조문
제741조 (부당이득의 내용) 
법률상 원인없이 타인의 재산 또는 노무로 인하여 이익을 얻고 이로 인하여 타인에게 손해를 가한자는 그 이익을 반환하여야 한다.

第741條(不當利得의 內容) 法律上 原因없이 他人의 財産 또는 勞務로 因하여 利益을 얻고 이로 因하여 他人에게 損害를 加한 者는 그 利益을 返還하여야 한다.

## 사례
- 약혼이 해제될 때, 당사자가 예물 반환 문제에 관하여 합의가 없을 경우, ①당사자 쌍방의 아무런 귀책사유 없이 약혼을 해제되는 때와 ②당사자 쌍방에게 모두 과실이 있는 때에는 부당이득을 이유로 반환 청구를 할 수 있다.[1]
- 인터넷 검색사이트가 수집한 개인정보를 이용하여 광고수익을 올리거나 제3자에게 제공함으로써 이득을 실현시키고 있지만 그 대가를 이용자에게 제공하지 않는것으로 이러한 행위에 민법 제741조(부당이득)가 적용될 수 있다.[2]

## 판례
- 법률상의 원인 없이 이득하였음을 이유로 한 부당이득의 반환에 있어 이득이라 함은 실질적인 이익을 의미하므로, 임차인이 임대차계약관계가 소멸된 이후에도 임차건물 부분을 계속 점유하기는 하였으나 이를 본래의 임대차계약상의 목적에 따라 사용, 수익하지 아니하여 실질적인 이득을 얻은 바 없는 경우에는 그로 인하여 임대인에게 손해가 발생하였다 하더라도 임차인의 부당이득반환의무는 성립되지 않는다.[3]
- 매수인이 인도받은 목적물로부터 생긴 과실을 수취할 권리가 있는 경우에는 '법률상의 원인'(제741조) 없는 이득으로 볼 수 없으므로 부당이득반환의 대상이 될 수 없다[4].

- 민법 제741조는 “법률상 원인 없이 타인의 재산 또는 노무로 인하여 이익을 얻고 이로 인하여 타인에게 손해를 가한 자는 그 이익을 반환하여야 한다.”라고 정하고 있다. 당사자 일방이 자신의 의사에 따라 일정한 급부를 한 다음 급부가 법률상 원인 없음을 이유로 반환을 청구하는 이른바 급부부당이득의 경우에는 법률상 원인이 없다는 점에 대한 증명책임은 부당이득반환을 주장하는 사람에게 있다. 이 경우 부당이득의 반환을 구하는 자는 급부행위의 원인이 된 사실의 존재와 함께 그 사유가 무효, 취소, 해제 등으로 소멸되어 법률상 원인이 없게 되었음을 주장·증명하여야 하고, 급부행위의 원인이 될 만한 사유가 처음부터 없었음을 이유로 하는 이른바 착오 송금과 같은 경우에는 착오로 송금하였다는 점 등을 주장·증명하여야 한다. 이는 타인의 재산권 등을 침해하여 이익을 얻었음을 이유로 부당이득반환을 구하는 이른바 침해부당이득의 경우에는 부당이득반환 청구의 상대방이 이익을 보유할 정당한 권원이 있다는 점을 증명할 책임이 있는 것과 구별된다[5].

## 참고 문헌
- * 현병철. "민법 제201조와 제741조의 적용상 문제." 성균관법학 5.1 (1994): 183-207.